# فسيفولود الثاني
فسيفولود أولغوفيتش الثاني(بالروسية: Всеволод Ольгович) هو ابن الأمير أوليغ سفياتوسلافيتش.
أمير دوقية تشرنيغوف (1127-1139)، الأمير المعظم في كييف (1139-1146).
في سنة 1111 شارك في الحملات العسكرية ضد قبيلة بولوفتسي.عام 1127 طرد عمَه ياروسلاف من مدينة تشرنيغوف وتولى الحكم فيها.
اثار فسيفولود في سنة 1138 الفتنة ضد أمير كييف ياروبولك الثاني لإستيلاء على العرش في المدينة.لكن ياروبولك نظم الائتلاف ضد تشرنيغوف متحدا الأمراء الروس ودحر قوات فسيفولود الثاني.
تولى الحكم في كييف بعد إسقاط حكم فياتشيسلاف فلاديميروفيتش.
في سنة 1145 خاض فسيفولود الحرب مع الملك البولندي بوليسلاف الرابع، وفي نتيجتها ضم مدينة فيزنا البولندية إلى الاراضى الروسية.
توفي عام 1146 بعد ان اصيب بمرض في إحدى الحملات العسكرية ودفن في كنيسة القديسين بوريس وغليب بكييف.

## أسرته
في سنة 1116 تزوج من اغافيا مستيسلافنا، وهي ابنة ميستسلاف الأول.
أولاده:
- سفياتوسلاف فسيفولودوفيتش (أمير تشرنيغوف، الأمير المعظم في كييف)
- ياروسلاف فسيفولودوفيتش (أمير تشرنيغوف)
- آنا
- آناستاسيا فسيفولودنا (Zwinisława Wsiewołodowna)